# Eduardo Chamorro
Eduardo Chamorro (Madrid, 27 de junio de 1946-Madrid, 13 de julio de 2009) fue un periodista, crítico y escritor español.

## Biografía
Eduardo Chamorro Túrrez fue un prolífico autor, licenciado en Filología Inglesa por la Universidad Complutense de Madrid, y titulado en la Escuela Oficial de Periodismo, fue colaborador habitual de Diario 16, La Voz de Galicia y ABC, revistas como Cambio 16, y en intervenciones en RNE en el programa "Aquí te espero" de Radio 1. En 1972 obtuvo el premio Sésamo de novela por su obra El zorro enterrando a su abuela debajo de un almendro. Entre sus últimas producciones se cita España Siglo XXI.
Tras una larga enfermedad falleció en su ciudad natal pocos días después de su 63 aniversario, y sus restos mortales fueron incinerados en el cementerio madrileño de la Almudena.

## Obra
Finalista del premio Planeta en 1992 con La cruz de Santiago, Chamorro fue incluido en el círculo de acólitos de Juan Benet a quien dedicaría su semblanza Juan Benet y el aliento del espíritu sobre las aguas. En el ámbito cinematográfico cabría destacar su colaboración con el cineasta Rafael Azcona, con el que escribió el guion de Los desastres de la guerra, de Mario Camus.
De entre su variada producción literaria, ensayística, crítica o periodística, pueden mencionarse  el ensayo histórico El enano del rey o el político 25 años sin Franco, el erudito anecdotario sobre pintura Trucos de artista, o novelas como Guantes de segunda mano. También fue autor del retrato biográfico un Un hombre a la espera, sobre el expresidente español Felipe González. Asimismo, de la escena periodística es reseñable el libro-entrevista El periodismo hablando con Manuel Leguineche (1993).
Como traductor, sobresalen títulos como Al sur de Granada (1981) de Gerald Brenan, Bartleby, el escribiente (1974) de Herman Melville, Dublineses (1993) de Joyce, El pirata (1985) de Joseph Conrad o el cancionero de Bob Dylan (1971) en la colección Visor.

### Selección de títulos
- El enano del rey. Planeta, 1991.

- Enrique Tierno, el alcalde. Cambio 16, 1986. 84-85229-86-X
- La cruz de Santiago. Planeta, 1992.

- The rime of the ancient mariner / La oda del viejo marinero. Samuel Taylor Coleridge ISBN 84-7080-905-9

- Relatos de la Fundación. Barcelona: La Gaya Ciencia, 1980.

- Trucos de artista. Barcelona: Planeta, 1998.

- Yo,conde-Duque de Olivares. El arte de lo imposible. Planeta, 1989 y Planeta DeAgostini, 1992. ISBN 84-395-5407-9